# Хелмут Коиниг
Хелмут Коиниг (на немски: Helmuth Koinigg) е австрийски пилот от Формула 1.
Роден е на 3 ноември 1948 г. във Виена, Австрия, загива на 6 октомври 1974 година по време на състезанието за 1974 Голяма награда на САЩ.

## Формула 1
Хелмут Коиниг дебютира във Формула 1 през 1974 г. в Голямата награда на Австрия. В световния шампионат на Формула 1 записва 3 участия, като не успява да спечели точки. Състезава се само за отборите на Скудерия Финото и Съртис.